# Ольга Авілова (монета)
«О́льга Аві́лова» — ювілейна монета номіналом 2 гривні, випущена Національним банком України. Присвячена видатному доктору, педагогу, Заслуженому лікарю України — Ользі Матвіївні Авіловій, яка є одним із засновників торакальної хірургії в Україні. О. Авілова — перший завідувач кафедри пульмонології, засновник наукової школи реконструктивної хірургії трахеї та бронхів, організатор Київського міського пульмонологічного центру, автор понад 300 наукових праць.
Монету введено в обіг 3 вересня 2018 року. Вона належить до серії «Видатні особистості України».

## Опис та характеристики монети
| Номінал грн. | Метал      | Маса, грам | Діаметр, мм. | Якість виготовлення       | Гурт     | Тираж, штук |
| ------------ | ---------- | ---------- | ------------ | ------------------------- | -------- | ----------- |
| 2            | нейзильбер | 12,8       | 31           | спеціальний анциркулейтед | рифлений | 35 000      |

### Аверс
На аверсі монети розміщено: на дзеркальному тлі стилізовану композицію, що символізує торакальну хірургію, один з елементів композиції — кольоровий (використано тамподрук); унизу: малий Державний Герб України, напис «УКРАЇНА»; під ними: номінал — «2/ГРИВНІ» та рік карбування монети — «2018»; логотип Банкнотно-монетного двору Національного банку України (праворуч).

### Реверс
На реверсі монети зображено портрет Ольги Авілової, під яким написи: «ОЛЬГА/АВІЛОВА/1918 — 2009».

## Автори

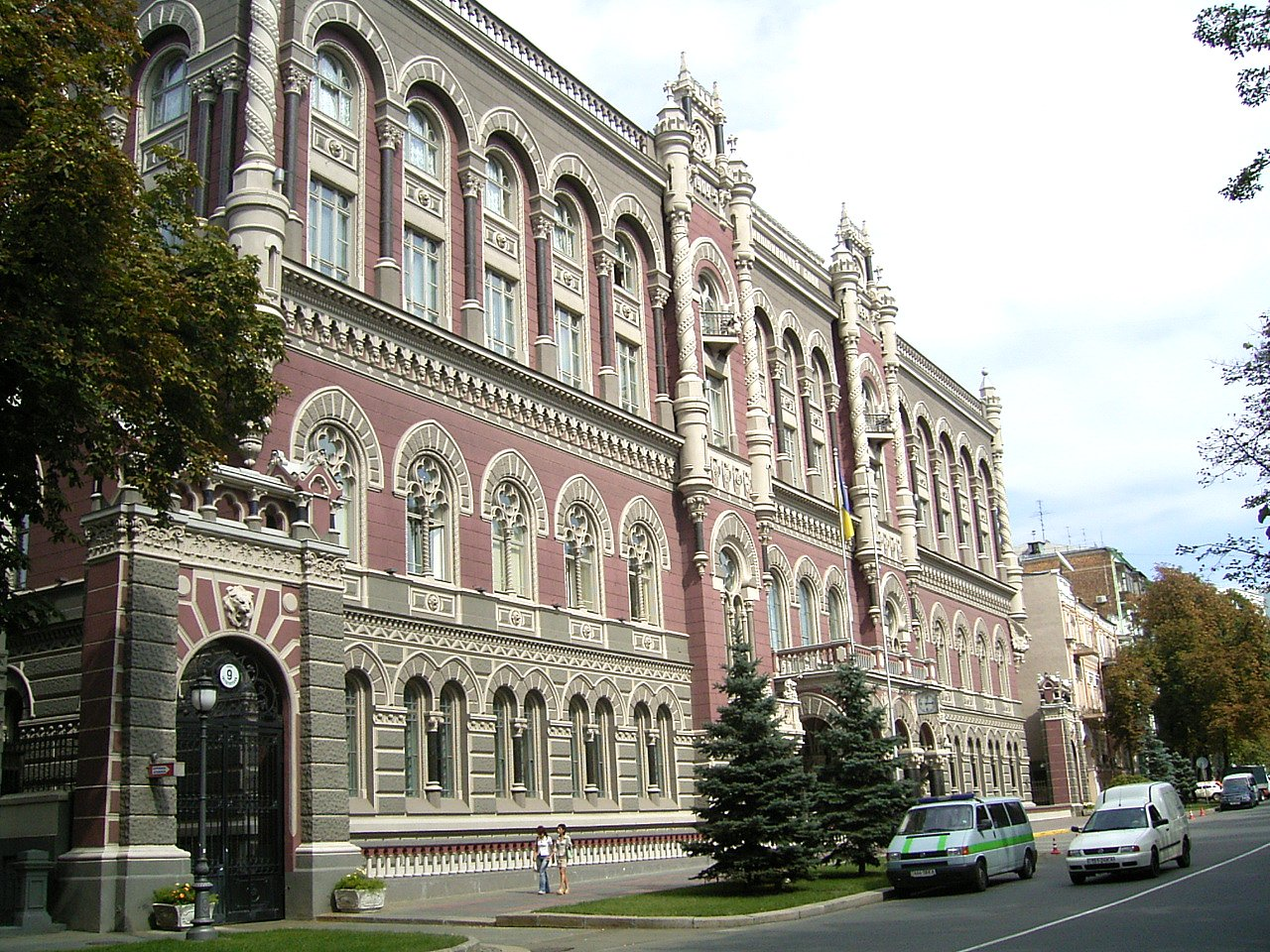
Будівля Національного банку України

- Художник — Фандікова Наталія.
- Скульптори: Іваненко Святослав, Атаманчук Володимир.

## Вартість монети
Під час введення монети в обіг 2018 року, Національний банк України реалізовував монету через свої філії за ціною 49 гривень.
Фактична приблизна вартість монети, з роками змінювалася так:
| Рік        | 2019 | 2020 | 2021 | 2022 | 2023 | 2024 | 2025 |
| ---------- | ---- | ---- | ---- | ---- | ---- | ---- | ---- |
| Ціна, грн. | 55   | 60   | 60   | 60   | 80   | 125  | 145  |